# Archaeopulmonata
Ordre
Les Archaeopulmonata sont un ordre de mollusques gastéropodes. Il n'est pas reconnu par WoRMS.

## Liste des familles
Selon K. Harbeck:
- Amphibolidae
- Carychiidae
- Chilinidae (incl. Latiinae)
- Ellobiidae
- Onchidiidae
- Otinidae
- Siphonariidae